# Appel des appels
L'Appel des appels est un mouvement social, créé fin décembre 2008 par le psychanalyste Roland Gori et soutenu par des adhérents de la société civile, visant à la fédération des professionnels de différents secteurs du service public (éducation, justice, santé, culture) opposés à la conduite de réformes et à l’évaluation de l'action publique faites principalement d’après un critère économique. 

## Historique
Créé par les psychanalystes Roland Gori et Stefan Chedri, en réaction au plan de sécurisation des hôpitaux psychiatriques en 2008 par Nicolas Sarkozy, et dans la continuité de l’opposition au dépistage précoce des enfants dits « délinquants », le mouvement a commencé par une pétition signée en deux semaines par 20 000 personnes et près de 90 000 en 2014, dont une centaine de personnalités de la société civile venus de divers horizons, telles Barbara Cassin, Robert Cantarella ou le magistrat Matthieu Bonduelle, ainsi que diverses organisations comme le Collectif Liberté Égalité Justice (CLEJ), le Réseau éducation sans frontières (RESF), Non à Edvige, le collectif Sauvons l'Université, Sauvons la recherche, Sauvons l'hôpital public, La Nuit sécuritaire, le Conseil national de la Résistance, la Fondation Copernic, le Syndicat de la magistrature.

## Présentation
Partant du constat que l'activité des professionnels du soin, du travail social, de la justice, de l'enseignement ou de la culture est remise en cause selon une même logique de normalisation et d'évaluation systématique d'après le seul impératif économique, le but est de permettre aux divers acteurs de se rassembler et d’échanger dans le refus conjoint de ce paradigme idéologique et de la convergence de méthodes qui visent à faire passer l'humain après des logiques comptables ou marchandes, comme l’affirme le texte de l'appel : « Au nom d'une idéologie de "l'homme économique", le Pouvoir défait et recompose nos métiers et nos missions en exposant toujours plus les professionnels et les usagers aux lois "naturelles" du Marché. Cette idéologie s'est révélée catastrophique dans le milieu même des affaires dont elle est issue. Nous, professionnels du soin, du travail social, de l'éducation, de la justice, de l'information et de la culture, refusons qu'une telle idéologie mette maintenant en "faillite" le soin, le travail social, l'éducation, la justice, l'information et la culture ».

## Activité
Depuis l'année 2009 des comités et groupes locaux de l'Appel des appels se sont structurés et proposent des événements et rencontres variés,.
Un ouvrage a également été publié un an après les débuts du mouvement sous le titre L’ appel des appels : pour une insurrection des consciences rassemblant divers articles des acteurs du mouvement (psychanalystes, enseignants, médecins, psychologues, chercheurs) qui analysent les logiques de réforme communes à ces divers secteurs, en dehors d’une perspective corporatiste afin de « combattre une idéologie de la norme et de la performance qui exige notre soumission et augure d’une civilisation inique et destructrice de l’humain ».